# Bồ câu lam Comoros
Bồ câu lam Comoros (tên khoa học Alectroenas sganzini) là một loài chim trong họ Columbidae.